# Ipueira
Ipueira es un municipio brasileño en el interior del estado del Rio Grande do Norte. Perteneciente a la Microrregión del Seridó Occidental y Mesorregión Central Potiguar, se localiza a sudoeste de la capital del estado, distando de esta a 305 kilómetros. Ocupa un área de 127,347 km², con solo el 0,3682 km² en el perímetro urbano, y la población del municipio fue estimada en el año de 2011 en 2090 habitantes, por el Instituto Brasileño de Geografía y Estadística siendo entonces el municipio menos poblado del estado.
Con una temperatura media anual de 27,5 °C, en la vegetación del municipio predomina la caatinga hiper xerófila. 
Situado en un punto medio entre dos ciudades-polo (Caicó, en Rio Grande do Norte, y Patos de Paraíba), Ipueira fue emancipada de São João do Sabugi en la década de 1960.